# Transportproteïne

Schematische weergave van een ionkanaal, een type transporteiwit, dat opgeloste ionen over het membraan pompt

Een transporteiwit, ook wel transporter, is een in het membraan ingebed eiwitcomplex, dat opgeloste stoffen zoals ionen of kleine moleculen bindt op zo'n manier dat de stof elders weer kan worden afgesplitst of afgegeven. Membranen bestaan uit een fosfolipide dubbellaag. Transporteiwitten vormen een klein kanaaltje, dat al dan niet permanent geopend is en dat doorlaatbaar is voor welbepaalde moleculen of ionen.
Transporters spelen een grote rol bij het vervoeren van stoffen tussen membranen. Ook hebben ze een belangrijke rol bij het vervoeren van bijvoorbeeld geneesmiddelen van het bloedplasma naar weefsels. In membranen kan passieve diffusie van stoffen plaatsvinden, waarbij deze zich verplaatsen van een hoge concentratie naar een lage concentratie, volgens het concentratiegradiënt, aan weerszijde van het membraan. Sommige transporters kunnen actief (met gebruik van ATP) stoffen tegen de 'richting' in, dus tegen het concentratiegradiënt in verplaatsen. Dit is een belangrijk principe voor veel fysiologische processen.
De Lipinsky's rule of five geldt niet voor deze transporters, omdat stoffen actief door een membraan gepompt kunnen worden.
Hemoglobine is bijvoorbeeld een zuurstoftransporteiwit, transferrine een ijzertransporteiwit. Sommige eiwitten kunnen een enorm aantal verschillende stoffen op deze manier binden, zoals albumine. Als twee stoffen op dezelfde plaats van een transporteiwit moeten binden om te worden getransporteerd, kan dit leiden tot bindingscompetitie, waarbij een van de stoffen vaak in een veel hogere concentratie in een werkzame vorm in het bloedplasma aanwezig is, wat een bekende vorm van farmacologische interactie is.